# Åsmyrtjärnen (Hallens socken, Jämtland)
Åsmyrtjärnen är en sjö i Åre kommun i Jämtland och ingår i Indalsälvens huvudavrinningsområde.